# Feixa de Viu
La Feixa de Viu és un feixà acinglerat del terme municipal de Conca de Dalt, al Pallars Jussà, en el territori de l'antic terme d'Hortoneda de la Conca, dins del territori de l'antic poble de Perauba.
Està situada a l'esquerra del barranc del Vinyal, al davant i al sud-oest del Feixanc de les Vaques, a ponent de la Culla de l'Óssa i al nord del Corral del Mestre. És al nord-est del Boïgot del Mestre i, tot i que lluny, també de la Torre de Perauba.